# Heckler & Koch UMP
Heckler & Koch UMP je naslednica ene najbolj razširjenih brzostrelk na svetu, Heckler & Koch MP5. Produkt oborožitvenega koncerna Heckler & Koch imajo v oborožitvi predvsem specialne sile in policija v ZDA, za potrebe katerih je bilo orožje tudi razvito predvsem za kaliber .45 ACP. V ZDA je namreč tovrstno strelivo še vedno izjemno priljubljeno, saj zaradi velike krogle ni tako prebojno, kar je še posebej pomembno pri uporabi v urbanih področjih.

## Pregled
Heckler & Koch UMP je bila zasnovana kot zanesljivo orožje, preprosto za rokovanje in vzdrževanje. Uporablja enostaven sistem delovanja z neblokiranim (inercijskim) zaklepom.
Okvirji za naboje so narejeni iz trde plastike (polimer ojačen z ogljikovimi vlakni) in ne iz stisnjene in zavarjene pločevine in so lahko ravni (.40 S&W, .45 ACP) ali upognjeni (9 mm).
Kot pri večini HK orožij se lahko sprožilni mehanizem zamenja, pri čemer se izbira med avtomatsko, 4-, 3-, 2-strelni rafal, polavtomatsko in varovalka v različnih kombinacijah. Tulci se izmetavajo na desni strani orožja navzdol, tako, da ne motijo strelca. Orožje lahko tako uporabljajo levičarji in desničarji.
Cev je hladno kovana, poligonalno ožlebljena in kromirana, kar ji izredno podaljša življenjsko dobo. Na prednji del cevi, ki štrli iz ogrodja je mogoče pritrditi tudi
dušilec poka, ki ga za H&K izdeluje švicarsko podjetje Bruegger & Thomet.
Na orožje se lahko montirajo štiri standardna vodila (picatinny) za namestitev različnih pripomočkov (svetilke, namerilne naprave, držala ...), ki so povsem enaka kot na puški G36. Eno vodilo dolžine 152 mm se namesti na zgornji del brzostrelke, na levo, desno in spodnjo stran pa se lahko namestijo vodila dolžine 102 mm. Za njihovo stabilnost in trdnost pa poskrbita po dve jekleni utrjevali, ki so vsa vlita v plastično ogrodje brzostrelke.

## Zgodovina
UMP je bila prvič predstavljena leta 1999 kot MP2000 in MP5PIP, kasneje so za produkcijsko verzijo ime spremenili v UMP, kar je nemška kratica za Universale Machinenpistole.

## Različice
UMP se, kot že rečeno, izdeluje v treh kalibrih. Tako se vojaško/policijske različice imenujejo po kalibrih (UMP9, UMP40 in UMP45). UMP je na voljo tudi v polavtomatski izvedbi.  Izdelujejo tudi športno verzijo z daljšo cevjo in samo polavtomatskim delovanjem za strelivo .45 ACP in 9x19 mm. Ta različica se imenuje USC in nima preklopnega kopita.

## Uporabniki
Brzostrelko uporabljajo predvsem varnostne sile na letališčih in drugih krajih, kjer je veliko ljudi (zaradi majhne možnosti prestrelov) ter pripadniki specialnih enot, kjer je ta brzostrelka priljubljena zaradi majhne mase, zanesljivosti delovanja in velike odpornosti na slano vodo (posledica veliko plastičnih delov).
- Avstralija - New South Wales Corrections
- Brazilija - Nacionalna sila javne varnosti (Força Nacional de Segurança Pública) in vojaška policija
- Francija - Nacionalna žandarmerija (Gendarmerie Nationale) (UMP9)
- Latvija - Speciālo uzdevumu vienība
- Malezija - kraljeva policija in pomorski organ pregona (UMP9).
- Mehika - vojska in policijske agencije
- Portugalska - manjše število v uporabi za testiranje in treniranje vojaških enot ter organov pregona; Polícia Aérea (UMP9)
- Romunija - specialne operacijske sile
- Slovaška - 5. regiment specialnih sil
- Tajska - kraljevi SEAL (UMP9)
- ZDA - Ameriška carinska in obmejna zaščita

## Kulturni pomen
UMP po priljubljenosti hitro sledi starejši brzostrelki MP5 in postaja podobno znan simbol v popularni kulturi, ki se kaže kot rekvizit v različnih Hollywoodskih filmih ter v interaktivnih igrah.